# Ingré
Ingré ist eine französische Stadt mit 9838 Einwohnern (Stand: 1. Januar 2022) im Département Loiret in der Region Centre-Val de Loire. Sie gehört zum Arrondissement Orléans und zum Kommunalverband Orléans Métropole. Die Einwohner heißen Ingréens.

## Geografie
Die Stadt Ingré liegt im Loiretal nördlich des Flusses und zählt zum westlichen Einzugsbereich der Großstadt Orléans. Umgeben wird Ingré von den Nachbargemeinden Ormes im Norden, Saran im Nordosten, Saint-Jean-de-la-Ruelle im Osten, La Chapelle-Saint-Mesmin im Süden, Chaingy im Südwesten sowie Bucy-Saint-Liphard im Westen und Nordwesten. Das Stadtgebiet teilt sich in die Quartiere Bas-Champs, La Bigottière, le bourg, Coutes, Villeneuve, le Grand-Orme und Montabuzard. I'n Ingré zweigt die Autoroute A71 von der Autoroute A 10 ab.

## Geschichte
946 wurde die Stadt unter dem Namen Unigradus erstmals erwähnt.

## Bevölkerungsentwicklung
| Jahr                       | 1962 | 1968 | 1975 | 1982 | 1990 | 1999 | 2006 | 2014 | 2022 |
| Einwohner                  | 3211 | 3973 | 4505 | 5221 | 5880 | 7450 | 7972 | 8460 | 9838 |
| Quellen: Cassini und INSEE |      |      |      |      |      |      |      |      |      |

## Sehenswürdigkeiten
- Kirche Saint-Loup aus dem 12. Jahrhundert
- Windmühle
- zwei Wassertürme

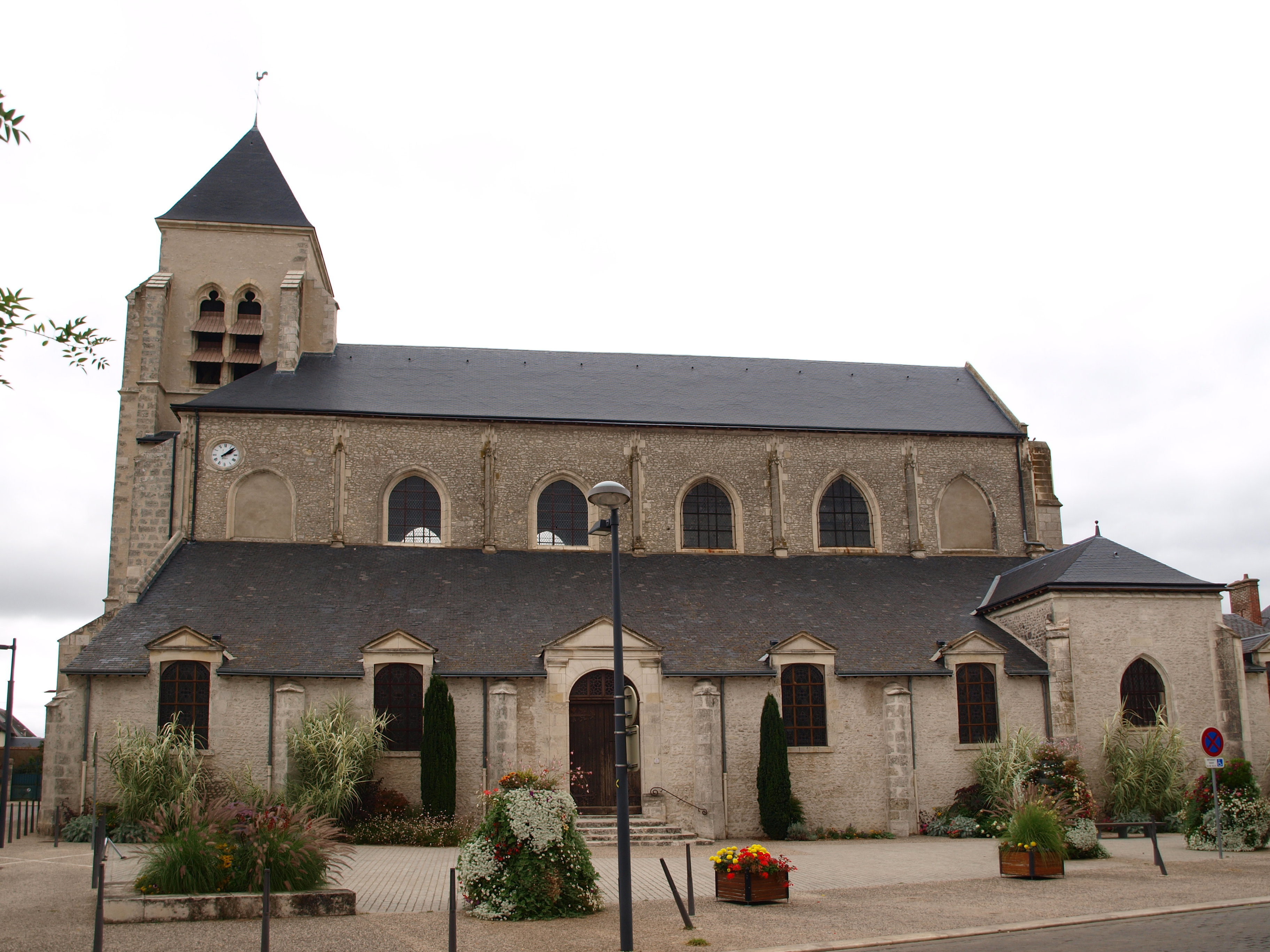
Kirche Saint-Loup
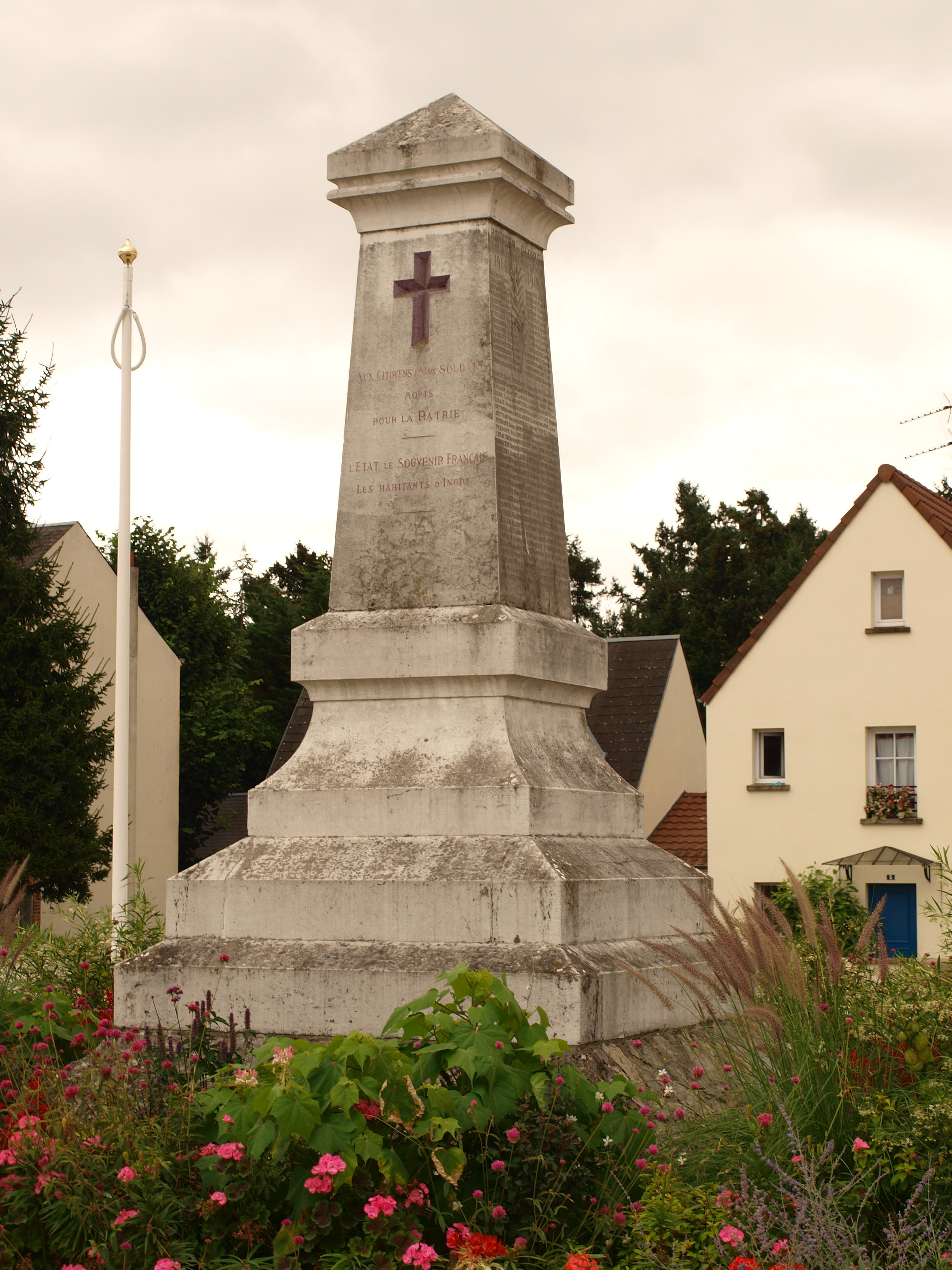
Gefallenendenkmal

## Städtepartnerschaften
Eine Partnerschaft mit der italienischen Stadt Castel Maggiore, Provinz Bologna (Emilia-Romagna), besteht seit 2011. Seit September 2017 gibt es eine zweite Städtepartnerschaft mit Drensteinfurt in Nordrhein-Westfalen.

## Persönlichkeiten
- Ambrose Maréchal (1768–1828), Erzbischof von Baltimore
- Clovis Vincent (1879–1947), Neurochirurg